# Cacao/Vigie
Cacao/Vigie es una localidad de Santa Lucía que forma parte del distrito de Micoud.